# Salmila robusta
La salmila (Salmila robusta) è un uccello estinto appartenente ai gruiformi. Visse nell'Eocene medio (circa 50 milioni di anni fa) e i suoi resti fossili sono stati ritrovati in Germania, nel ben noto giacimento di Messel. Sembra essere stato strettamente imparentato con gli attuali seriema e trombettieri del Sudamerica.

## Descrizione
Questo uccello è noto per alcuni fossili eccezionalmente conservati, comprendenti anche gran parte dei resti del piumaggio. Lo scheletro mostra che Salmila era un uccello terricolo dalle lunghe e forti zampe, dotato di un becco leggermente uncinato. L'osso dei desideri (furcula) era eccezionalmente robusto, così come l'omero. L'altezza doveva sfiorare i 40 centimetri, e le dimensioni dovevano essere solo leggermente inferiori a quelle degli attuali trombettieri.

## Classificazione
Questo uccello è stato descritto per la prima volta nel 2000 ed è stato subito accostato ai seriema (Cariamidae), uccelli gruiformi forse affini agli estinti Phorusrhacidae, tipici delle praterie sudamericane. Successivi ritrovamenti più completi hanno permesso di classificare questo animale con maggiore dettaglio (Mayr, 2002): i fossili di Salmila mostrano una curiosa commistione di caratteristiche presenti nei seriema e nei trombettieri (Psophiidae), un'altra famiglia di uccelli sudamericani considerati tra i più basali gruiformi noti.
Le caratteristiche della colonna vertebrale sono condivise con la maggior parte degli attuali gruiformi, ma le caratteristiche delle ossa dell'ala sono così basali da escluderlo dal gruppo dei Cariamae; in ogni caso, l'osteologia e le affinità filogenetiche di Salmila dimostrerebbero una stretta parentela tra gli Psophiidae e i Cariamidae, e porterebbero alla conclusione che i gruiformi non siano un gruppo polifiletico. Altre somiglianze si riscontrano con l'enigmatico gruppo degli Ameghinornithidae.